# Reaktiver Schmelzklebstoff
Reaktive Schmelzklebstoffe basieren auf Polyurethanen (PUR), Epoxiden oder Silikonen mit thermoplastischem Charakter. Diese Polymere reagieren bei der Anwendung mit Luftfeuchtigkeit (PUR und Silikone) oder durch Erwärmen auf Temperaturen weit über der Verarbeitungstemperatur (Epoxide) zu einem vernetzten Polymer.
Die durch Abkühlung erstarrten reaktiven Schmelzklebstoffe erlauben schnelle Produktionsprozesse sowie kurze Füge- und Presszeiten ohne vorheriges Trocknen des Klebstoffes. Sie verbinden die Vorteile von thermoplastischen Schmelzklebstoffen mit der Festigkeit und Beständigkeit von ausgehärteten Zweikomponentenklebstoffen. Reaktive Schmelzklebstoffe können in vielen Bereichen als umweltfreundlicherer Ersatz für lösungsmittelhaltige Klebstoffe dienen.
Die Reaktion mit der Luftfeuchtigkeit erfolgt bei PUR über Isocyanate (meist MDI), die speziell bei der notwendigen Befüllung der heißen Verarbeitungsgeräte freigesetzt werden können. Geschätzt 5%-10% der langzeitig Isocyanaten ausgesetzten Arbeiter reagieren allergisch auf Isocyanate, was von Atemnot bis zum ernsthaften asthmaähnlichen Anfall reichen kann. Aus diesem Grund ist Absaugung und Schutzbekleidung/Atemschutz bei der Verarbeitung von Isocyanathaltigen PUR-Heissschmelzklebstoffen vorgeschrieben.